# Крис Бонингтън
Сър Крис Бонингтън (на английски: Chris Bonington) е бивш британски военен, алпинист, фотограф и писател на произведения в жанра пътепис и документалистика.

## Биография и творчество
Крис Бонингтън, с рожд. име Кристиан Джон Стори Бонингтън, е роден на 6 август 1934 г. в Хампстед, Лондон, Англия. Прави първото си изкачване на 16 г. Учи в Колежа в Хампстед. Постъпва в Кралската военна академия в Сандхърст, която завършва през 1956 г. В продължение на 3 години служи в Кралския танков полк в Северна Германия. В периода 1959 – 1961 г. преподава алпинизъм във военното училище.
През 1961 г. напуска армията и работи 9 месеца в компанията „Юнилевър“. Не можейки да съчетае конвенционалната си кариера със страстта си към алпинизма напуска компанията и става професионален алпинист и изследовател. През 1962 г. се жени за Уенди Марчънт, илюстратор на детска литература, с която имат двама сина.
От 1958 г. участва в професионални експедиции за изкачване на различни върхове по целия свят. Бил е на 19 хималайски експедиции, включително 4 до Еверест, който той изкачва през 1985 г. на 50 г. възраст.
Пише и редактира множество книги свързани с алпинизма, участва в редица документални филми за постиженията алпинизма и изкачвания на многохилядниците. Член и ръководител на различни алпийски организации.
Признат за един от най-големите планински изследователи, Крис Бонингтън е удостоен през 1974 г. със златен медал от Кралското географско дружество, а през 1985 г. в ордена „Лорънс Арабски“ на Кралското дружество за азиатски въпроси. През 1976 г. е удостоен с отличието Командир на ордена на Британската империя, а през 1996 г. е удостоен с рицарско звание за заслугите му към алпинизма. През 2008 г. е награден със Златен орел от Гилдията на писателите и фотографите. Носител на наградата „Златен пикел“ за цялостен принос (Piolet d'or Carrière) – 2019 г., най-голямата международна награда за постижения в алпинизма.
Крис Бонингтън живее със семейството си в Къмбрия.

### Най-известните изкачвания
- 1961 Central Pillar на Freney, Мон Блан (първо изкачване) с Иън Клъф, Дон Уиланс и Ян Длугош
- 1962 северната стена на Айгер (първи британско изкачване) с Иън Клъф
- 1963 Central Tower на Пейн, Патагония (първо изкачване) с Дон Уиланс
- 1965 Coronation Street, Cheddar Gorge (първо изкачване)
- 1966 Old Man на Hoy (първо изкачване) с Том Пати
- 1973 Brammah (6411 м) (първо изкачване) с Ник Ескткурт
- 1974 Чангабанг, Гархвалските Хималаи (6864 м) (първо изкачване) с Дон Уиланс, Дъг Скот и Дугъл Хестън
- 1977 Baintha Brakk (7285 м) (първо изкачване) с Дъг Скот
- 1981 Конгур Tagh (7719 м) (първо изкачване)
- 1983 West Summit на Shivling, Ганготри (6501 m) (първо изкачване)
- 1983 Vinson Massif (4897 м) (първо британско изкачване – соло)
- 1985 Еверест (8848 метра), като член на норвежката експедиция
- 1987 Menlungtse (7181 м) пробно изкачване на главния връх през южния траверс, до 6100 м; с Од Елиасон, Бьорн Майрер- Лунд, Тойгер Фоси, Хелге Риндал (Норвегия) и Джим Фотерингъм (Великобритания).
- 1988 Menlungtse West (7023 м) изкачване през Западния хребет, (ръководител на експедицията)

### Филмография
Участва в следните документални филми и телевизионни сериали за алпинизма:
- 1972 This Week
- 1987 Adventure
- 1993 A Week in Politics
- 1996 Great Railway Journeys
- 2002 Messner
- 2007 Countryfile
- 2007 Zum dritten Pol

## Произведения
- I Chose to Climb (1966)
- Annapurna South Face (1971)
Южната стена на Анапурна, изд.: „Медицина и физкултура“, София (1981), прев. Герасим Величков
- The Next Horizon (1973)
- Everest South West Face (1973)
- Changabang (1975)
- Everest the Hard Way (1976)
Еверест – трудният път, изд.: „Медицина и физкултура“, София (1986), прев. Светлана Стефанова-Рилска
- Quest for Adventure (1981)
- Kongur: China's Elusive Summit (1982)
- Everest: The Unclimbed Ridge (1983) – с д-р Чарлз Кларк
- The Everest Years (1986)
- Mountaineer: Thirty Years of Climbing on the World's Great Peaks (1989)
- The Climbers (1992)
- Sea, Ice and Rock (1992) – с Робин Нокс-Джонсън
- Great Climbs (1994) – с Одри Салкълд
- Tibet's Secret Mountain, the Triumph of Sepu Kangri (1999) – с д-р Чарлз Кларк
- Boundless Horizons (2000)
- Chris Bonington's Everest (2002)
- Chris Bonington's Lakeland Heritage (2004) – с Роли Смит